# Calcio Monza 1987-1988
Questa voce raccoglie le informazioni riguardanti il Calcio Monza nelle competizioni ufficiali della stagione 1987-1988.

## Stagione
Nella stagione 1987-1988 la squadra, allenata da Pierluigi Frosio, si è aggiudicata sia la promozione in Serie B vincendo il girone A della Serie C1 che la Coppa Italia di Serie C, trofeo conquistato per la terza volta. 
Si è trattato anche dell'ultima stagione disputata dai brianzoli allo Stadio Gino Alfonso Sada, mentre fervono i lavori per ultimare il nuovo Stadio, che verrà inaugurato con l'inizio della stagione successiva. 
Il miglior marcatore stagionale è stato Pierluigi Casiraghi con 14 reti, 2 in Coppa Italia di Serie C e 12 in campionato. 

## Organigramma societario
Area direttiva
- Presidente: Valentino Giambelli
- Vice Presidente: Davide Halevim
- Amministratore delegato: Enrico Perego
- Direttore generale: Giuseppe Marotta
- Direttore Sportivo: Gianluigi Maggioni
- Dirigenti S.G.: Sandro De Lazzeri e Meregalli

Area organizzativa
- Segretario: Rag. Enrico Tosoni

Area tecnica
- Allenatore: Pierluigi Frosio
- Allenatore in 2ª: Dario Barluzzi
- Preparatore atletico: prof. Massimo Barzaghi
- Medici sociale: Prof. Danilo Tagliabue e Dott. Claudio Locatelli
- Massaggiatori: Marco Viganò e Giuseppe Terenzio

## Rosa
| N. |                   | Ruolo | Calciatore          |
| -- | ----------------- | ----- | ------------------- |
|    | Italia (bandiera) | P     | Francesco Antonioli |
|    | Italia (bandiera) | P     | Mario Lenza         |
|    | Italia (bandiera) | P     | Davide Pinato       |
|    | Italia (bandiera) | D     | Romolo Mairelli     |
|    | Italia (bandiera) | D     | Roberto Fontanini   |
|    | Italia (bandiera) | D     | Cristiano Giaretta  |
|    | Italia (bandiera) | D     | Carmelo Mancuso     |
|    | Italia (bandiera) | D     | Corrado Verdelli    |
|    | Italia (bandiera) | C     | Giuseppe Bellavia   |
|    | Italia (bandiera) | C     | Marco Bolis         |
|    | Italia (bandiera) | C     | Massimo Brioschi    |
|    | Italia (bandiera) | C     | Emanuele Dorini     |
|    | Italia (bandiera) | C     | Pasquale Lo Garzo   |

| N. |                   | Ruolo | Calciatore          |
| -- | ----------------- | ----- | ------------------- |
|    | Italia (bandiera) | C     | Michele Magni       |
|    | Italia (bandiera) | C     | Riccardo Monguzzi   |
|    | Italia (bandiera) | C     | Alessandro Paleari  |
|    | Italia (bandiera) | C     | Stefano Pellegrini  |
|    | Italia (bandiera) | C     | Anselmo Robbiati    |
|    | Italia (bandiera) | C     | Fulvio Saini        |
|    | Italia (bandiera) | C     | Franco Salvadè      |
|    | Italia (bandiera) | C     | Giovanni Stroppa    |
|    | Italia (bandiera) | C     | Diego Voltolini     |
|    | Italia (bandiera) | A     | Gaetano Auteri      |
|    | Italia (bandiera) | A     | Maurizio Bonomi     |
|    | Italia (bandiera) | A     | Pierluigi Casiraghi |
|    | Italia (bandiera) | A     | Cristian Polidori   |

## Calciomercato
| Acquisti | Acquisti           | Acquisti        | Acquisti   |
| R.       | Nome               | da              | Modalità   |
| -------- | ------------------ | --------------- | ---------- |
| D        | Antonio Delucca    | Lazio           | prestito   |
| C        | Pasquale Lo Garzo  | Perugia         | definitivo |
| D        | Carmelo Mancuso    | Messina         | definitivo |
| C        | Stefano Pellegrini | Varese          | definitivo |
| A        | Cristian Polidori  | Ravenna         | definitivo |
| A        | Anselmo Robbiati   | Monza           | primavera  |
| C        | Franco Salvadè     | Triestina       | definitivo |
| C        | Giovanni Stroppa   | Milan primavera | prestito   |
| D        | Corrado Verdelli   | Inter           | prestito   |
| C        | Diego Voltolini    | Trento          | definitivo |

| Cessioni | Cessioni              | Cessioni       | Cessioni      |
| R.       | Nome                  | a              | Modalità      |
| -------- | --------------------- | -------------- | ------------- |
| C        | Luca Bianchi          | ???            | definitivo    |
| C        | Francesco Capelletti  | ???            | definitivo    |
| C        | Daniele Catto         | Ternana        | definitivo    |
| A        | Nicola Coppola        | Ternana        | definitivo    |
| D        | Alessandro Costacurta | Milan          | fine prestito |
| A        | Stefano Forzan        | ???            | definitivo    |
| C        | Primo Maragliulo      | Casertana      | definitivo    |
| D        | Daniele Nava          | ???            | ???           |
| D        | Giorgio Papais        | Triestina      | definitivo    |
| D        | Marco Saltarelli      | Sambenedettese | definitivo    |
| D        | Roberto Spollon       | inattivo       | fine attività |
| A        | Michele Stucchi       | ???            | definitivo    |
| D        | Daniele Tacconi       | Reggiana       | definitivo    |
| P        | Alberto Torresin      | Conegliano     | definitivo    |

## Risultati

### Serie C1

#### Girone di andata
| Monza 20 settembre 1987 1ª giornata | Monza         | 0 – 0 | Vis Pesaro | Stadio Gino Alfonso Sada\| Arbitro: \| Rosica (Roma) \| |
| Arbitro:                            | Rosica (Roma) |       |            |                                                         |

| Arbitro: | Boemo (Cervignano del Friuli) |

|                               |           |              |
| Zanandrea 9’ Pizzi 65’ (rig.) | Marcatori | 27’ Monguzzi |

| Arbitro: | Trentalange (Torino) |

|             |           |  |
| Stroppa 10’ | Marcatori |  |

| Prato 11 ottobre 1987 4ª giornata | Prato             | 0 – 0 | Monza | Stadio Lungobisenzio\| Arbitro: \| Gargiulo (Napoli) \| |
| Arbitro:                          | Gargiulo (Napoli) |       |       |                                                         |

| Monza 18 ottobre 1987 5ª giornata | Monza           | 0 – 0 | Trento | Stadio Gino Alfonso Sada\| Arbitro: \| Bettin (Padova) \| |
| Arbitro:                          | Bettin (Padova) |       |        |                                                           |

| Arbitro: | Pegoretti (Trento) |

|            |           |              |
| Protti 26’ | Marcatori | 85’ Verdelli |

| Monza 1º novembre 1987 7ª giornata | Monza           | 0 – 0 | Virescit Bergamo | Stadio Gino Alfonso Sada\| Arbitro: \| Boggi (Salerno) \| |
| Arbitro:                           | Boggi (Salerno) |       |                  |                                                           |

| Arbitro: | Bencivenga (Torino) |

|  |           |                           |
|  | Marcatori | 26’ (rig.), 58’ Casiraghi |

| Arbitro: | Rosica (Roma) |

|                        |           |            |
| Telesio 59’ Brilli 89’ | Marcatori | 68’ Auteri |

| Arbitro: | D'Ambrosio (Padova) |

|               |           |  |
| Casiraghi 87’ | Marcatori |  |

| Ancona 29 novembre 1987 11ª giornata | Ancona                     | 0 – 0 | Monza | Stadio Dorico\| Arbitro: \| De Angelis (Civitavecchia) \| |
| Arbitro:                             | De Angelis (Civitavecchia) |       |       |                                                           |

| Arbitro: | Scaramuzza (Mestre) |

|                                   |           |                  |
| Casiraghi 51’ (rig.) Lo Garzo 89’ | Marcatori | 20’ (aut.) Bolis |

| Monza 13 dicembre 1987 13ª giornata | Monza           | 0 – 0 | Fano | Stadio Gino Alfonso Sada\| Arbitro: \| Fiori (Ravenna) \| |
| Arbitro:                            | Fiori (Ravenna) |       |      |                                                           |

| Arbitro: | Mughetti (Cesena) |

|  |           |              |
|  | Marcatori | 4’ Casiraghi |

| Arbitro: | Di Savino (Foggia) |

|                                      |           |  |
| Auteri 38’, 84’ Casiraghi 73’ (rig.) | Marcatori |  |

| Ferrara 10 gennaio 1988 16ª giornata | SPAL                      | 0 – 0 | Monza | Stadio Paolo Mazza\| Arbitro: \| Merlino (Torre del Greco) \| |
| Arbitro:                             | Merlino (Torre del Greco) |       |       |                                                               |

| Arbitro: | Monni (Sassari) |

|            |           |  |
| Auteri 69’ | Marcatori |  |

#### Girone di ritorno
| Arbitro: | Piana (Modena) |

|  |           |               |
|  | Marcatori | 71’ Casiraghi |

| Arbitro: | Cesari (Genova) |

|  |           |            |
|  | Marcatori | 72’ Rondon |

| Reggio Emilia 7 febbraio 1988 20ª giornata | Reggiana            | 0 – 0 | Monza | Stadio Mirabello\| Arbitro: \| Scaramuzza (Mestre) \| |
| Arbitro:                                   | Scaramuzza (Mestre) |       |       |                                                       |

| Arbitro: | Cinciripini (Ascoli Piceno) |

|  |           |                              |
|  | Marcatori | 9’ Rossi 48’ Cupini 85’ Paci |

| Arbitro: | Iori (Parma) |

|                       |           |  |
| Grani 45’ Capuzzo 79’ | Marcatori |  |

| Arbitro: | Marchi (Padova) |

|                      |           |  |
| Casiraghi 25’ (rig.) | Marcatori |  |

| Arbitro: | Fucci (Salerno) |

|  |           |                      |
|  | Marcatori | 67’ Saini 74’ Auteri |

| Arbitro: | Cafaro (Grosseto) |

|                          |           |  |
| Mancuso 70’ Lo Garzo 80’ | Marcatori |  |

| Monza 2 aprile 1988 26ª giornata | Monza          | 0 – 0 | Spezia | Stadio Gino Alfonso Sada\| Arbitro: \| Piana (Modena) \| |
| Arbitro:                         | Piana (Modena) |       |        |                                                          |

| Arbitro: | Sanguineti (Chiavari) |

|  |           |                        |
|  | Marcatori | 70’ Auteri 80’ Mancuso |

| Monza 17 aprile 1988 28ª giornata | Monza               | 0 – 0 | Ancona | Stadio Gino Alfonso Sada\| Arbitro: \| Ceccarini (Livorno) \| |
| Arbitro:                          | Ceccarini (Livorno) |       |        |                                                               |

| Lucca 24 aprile 1988 29ª giornata | Lucchese        | 0 – 0 | Monza | Stadio Porta Elisa\| Arbitro: \| Boggi (Salerno) \| |
| Arbitro:                          | Boggi (Salerno) |       |       |                                                     |

| Fano 8 maggio 1988 30ª giornata | Fano         | 0 – 0 | Monza | Stadio Raffaele Mancini\| Arbitro: \| Iori (Parma) \| |
| Arbitro:                        | Iori (Parma) |       |       |                                                       |

| Arbitro: | Morello (Ragusa) |

|                      |           |  |
| Casiraghi 90’ (rig.) | Marcatori |  |

| Arbitro: | Trentalange (Torino) |

|  |           |               |
|  | Marcatori | 19’ Casiraghi |

| Arbitro: | Cafaro (Grosseto) |

|                                              |           |  |
| Stroppa 15’ Mancuso 20’ Casiraghi 58’ (rig.) | Marcatori |  |

| Arbitro: | Frattin (Castelfranco Veneto) |

|  |           |              |
|  | Marcatori | 6’ Casiraghi |

### Coppa Italia

#### Primo turno
| Arbitro: | Esposito (Torre del Greco) |

|                                                   |           |                      |
| Fiorin 32’ Turrini 36’ Pinato 45’ (aut.) Osio 79’ | Marcatori | 47’ Bolis 74’ Auteri |

| Arbitro: | Calabretta (Catanzaro) |

|               |           |  |
| Maiellaro 40’ | Marcatori |  |

| Arbitro: | Luci (Firenze) |

|  |           |                     |
|  | Marcatori | 12’, 83’ Van Basten |

| Arbitro: | Quartuccio (Torre Annunziata) |

|                                |                      |                           |
| Fusini 29’                     | Marcatori            | 18’ Auteri                |
| Di Sarno Fusini Cossaro Rovani | Tiri di rigore 5 – 2 | Saini Fontanini Casiraghi |

| Arbitro: | Coppetelli (Tivoli) |

|  |           |                                        |
|  | Marcatori | 7’ (aut.) Fontanini 47’, 60’ Borgonovo |

## Statistiche

### Statistiche di squadra
| Competizione         | Punti | In casa | In casa | In casa | In casa | In casa | In casa | In trasferta | In trasferta | In trasferta | In trasferta | In trasferta | In trasferta | Totale | Totale | Totale | Totale | Totale | Totale | DR  |
| Competizione         | Punti | G       | V       | N       | P       | Gf      | Gs      | G            | V            | N            | P            | Gf           | Gs           | G      | V      | N      | P      | Gf     | Gs     | DR  |
| -------------------- | ----- | ------- | ------- | ------- | ------- | ------- | ------- | ------------ | ------------ | ------------ | ------------ | ------------ | ------------ | ------ | ------ | ------ | ------ | ------ | ------ | --- |
| Serie C1             | 45    | 17      | 9       | 6       | 2       | 15      | 5       | 17           | 7            | 7            | 3            | 13           | 7            | 34     | 16     | 13     | 5      | 28     | 12     | +16 |
| Coppa Italia         | 1     | 1       | 0       | 0       | 1       | 0       | 3       | 4            | 0            | 1            | 3            | 3            | 8            | 5      | 0      | 1      | 4      | 3      | 11     | -8  |
| Coppa Italia Serie C | 13    | 5       | 1       | 3       | 1       | 5       | 5       | 5            | 3            | 2            | 0            | 4            | 1            | 10     | 4      | 5      | 1      | 9      | 6      | +3  |
| Totali               | -     |         |         |         |         |         |         |              |              |              |              |              |              |        |        |        |        |        |        |     |

### Statistiche dei giocatori
| Giocatore     | Serie C1 | Serie C1 | Coppa Italia | Coppa Italia | Coppa Italia C | Coppa Italia C | Totale   | Totale |
| Giocatore     | Presenze | Reti     | Presenze     | Reti         | Presenze       | Reti           | Presenze | Reti   |
| ------------- | -------- | -------- | ------------ | ------------ | -------------- | -------------- | -------- | ------ |
| F. Antonioli  | 21       | -11      | 2            | -4           | 6              | -2             | 29       | -17    |
| G. Auteri     | 33       | 6        | 5            | 2            | 5              | 2              | 43       | 10     |
| G. Bellavia   | 0        | 0        | 0            | 0            | 6              | 0              | 6        | 0      |
| M. Bolis      | 32       | 0        | 5            | 1            | 7              | 1              | 44       | 2      |
| M. Bonomi     | 0        | 0        | 0            | 0            | 1              | 0              | 1        | 0      |
| M. Brioschi   | 27       | 0        | 4            | 0            | 7              | 0              | 38       | 0      |
| P. Casiraghi  | 30       | 12       | 4            | 0            | 4              | 2              | 38       | 14     |
| A. Delucca    | 7        | 0        | 4            | 0            | 5              | 0              | 16       | 0      |
| E. Dorini     | 0        | 0        | 0            | 0            | 1              | 0              | 1        | 0      |
| R. Fontanini  | 30       | 0        | 5            | 0            | 8              | 1              | 43       | 1      |
| C. Giaretta   | 11       | 0        | 4            | 0            | 2              | 0              | 17       | 0      |
| M. Lenza      | 0        | 0        | 0            | 0            | 0              | 0              | 0        | 0      |
| . Liotti      | 0        | 0        | 0            | 0            | 3              | 0              | 3        | 0      |
| P. Lo Garzo   | 20       | 2        | 2            | 0            | 0              | 0              | 22       | 2      |
| M. Magni      | 0        | 0        | 0            | 0            | 2              | 0              | 2        | 0      |
| C. Mancuso    | 32       | 3        | 5            | 0            | 10             | 1              | 47       | 4      |
| R. Monguzzi   | 22       | 1        | 5            | 0            | 5              | 0              | 32       | 1      |
| A. Paleari    | 0        | 0        | 0            | 0            | 0              | 0              | 0        | 0      |
| S. Pellegrini | 29       | 0        | 5            | 0            | 10             | 0              | 44       | 0      |
| D. Pinato     | 14       | -1       | 3            | -7           | 5              | -4             | 22       | -12    |
| C. Polidori   | 3        | 0        | 1            | 0            | 8              | 1              | 12       | 1      |
| A. Robbiati   | 10       | 0        | 0            | 0            | 9              | 0              | 19       | 0      |
| F. Saini      | 26       | 0        | 4            | 0            | 6              | 1              | 36       | 1      |
| F. Salvadè    | 19       | 0        | 4            | 0            | 6              | 0              | 29       | 0      |
| G. Stroppa    | 34       | 2        | 0            | 0            | 8              | 0              | 42       | 2      |
| C. Verdelli   | 32       | 1        | 5            | 0            | 6              | 0              | 43       | 1      |
| D. Voltolini  | 2        | 0        | 1            | 0            | 7              | 0              | 10       | 0      |